# Wang Li-čchin
Wang Li-čchin, čínsky 王励勤, pinyin: Wang Liqin (* 18. června 1978) je čínský stolní tenista.
Jedná se o nejúspěšnějšího stolního tenistu moderní doby. Je trojnásobný mistr světa v mužské dvouhře v současné době je devátý hráč světového žebříčku ITTF (duben 2013), ale byl i světovým hráčem číslo jedna (červenec 2007).
Wang je silně ofenzivní, současně však velice technický pravák s evropským držením pálky. Patří k mimořádně atletickým stolním tenistům s obdivuhodnou prací nohou a širokou úderovou technikou. I když jeho nejsilnější a nejpoužívanější úder je tvrdý forhendový kontratopspin ze střední vzdálenosti, je vynikající též při podání i jeho příjmu, v krátké hře nad stolem, a zejména ve schopností koncentrace po celý zápas i turnaj. Právě tuto schopnost mimořádného soustředění a bojovnost prokázal na posledním mistrovství světa, kde v dramatickém a spektakulárním finále proti svému největšímu soupeři posledních let – Ma Linovi – dokázal obdivuhodně zvrátit již téměř prohrané utkání.
Wang Li-čchin je vynikající turnajový hráč, který na mezinárodních turnajích dosáhl již více než dvaceti vítězství a tuto svoji sbírku dále pravidelně rozšiřuje.

## Dosažené úspěchy
Wang Li-čchin má na kontě dvě olympijské medaile – zlatou ve čtyřhře z roku 2000 a bronzovou ve dvouhře z roku 2004.
Kromě toho je:
- trojnásobným mistrem světa ve dvouhře z let 2001 a 2005 a 2007
- dvojnásobným mistrem světa v mužské čtyřhře z let 2001 a 2003
- mistrem světa ve smíšené čtyřhře z roku 2005
- dvojnásobným mistrem světa družstev z let 2001 a 2004